# پرنسیپ
پرنسیپ جزیره کوچک‌تر کشور سائوتومه و پرنسیپ در غرب قاره آفریقا در خلیج گینه است.
این جزیره که ۱۳۶ کیلومترمربع مساحت و ۶۰۰۰ نفر جمعیت دارد مرکز آن شهر سانتو آنتونیو می‌باشد.

## شهرهای خواهرخوانده
- فارو, پرتغال[۲]